# Recruit Holdings
Recruit Holdings Co., Ltd. (яп. 株式会社リクルートホールディングス кабусики-гайся рикуру:то  хо:рудингусу, TYO: 6098) — японская кадровая компания, со штаб-квартирой в картвеле Маруноути, район Тиёда, Токио, Япония. Она была основана в 1960 году как рекламная компания, специализирующаяся на выпуске университетских газет. Компания Recruit предоставляет такие услуги, как реклама вакансий, подбор персонала, временное трудоустройство и ИТ-решения. Направления деятельности компании включают СМИ, рекламу, услуги и информационные технологии, а также кадровые услуги. Recruit в настоящее время является одной из самых важных онлайн-компаний в Японии, ей принадлежит система онлайн-поиска вакансий Indeed и сайт отзывов о работодателях Glassdoor. Доля зарубежных продаж компании составляет 55,5 %. В 2019 году компания Recruit оценивалась примерно в 46 миллиардов долларов США. В 2020 финансовом году объем продаж компании составил 2 269,3 млрд иен (что эквивалентно примерно 16 млрд евро).

## История
Компания была основана в 1960 году Хиромасой Эдзоэ в качестве рекламной компании, студенческой газеты Токийского университета, в которой особое внимание уделялось объявлениям о вакансиях.
В 1960-х годах компания сосредоточилась на трудоустройстве, особенно между студентами и компаниями. В 1970-х годах бизнес расширился и стал включать информацию о трудоустройстве, недвижимости и аренде. В конце 1980-х компания также занималась изданием журналов объявлений, охватывающих такие области, как подработка, автомобили и поездки за границу.
С 2000 года компания стала более активной в сфере временного трудоустройства. Были поглощены различные японские компании. С 2010-х годов компания начала заниматься международным бизнесом и расширять собственное присутствие в Интернете.
В 2011 году Recruit купила американскую компанию Staffmark за 295 миллионов долларов США. В 2012 году Recruit купила американскую компанию Indeed. В то время сайт вакансий компании Indeed был доступен в 50 странах и на 26 языках.
В 2014 году Recruit была зарегистрирована на Токийской фондовой бирже.
В 2015 году Recruit купила компанию Treatwell за 180 миллионов евро. В 2015 году Recruit купила компанию Quandoo за 219 миллионов долларов США.
В 2016 году Recruit купила компанию Simply Hired, конкурента Indeed. В 2016 году Recruit купила вторую по величине кадровую компанию Голландии USG People за 1,42 миллиарда евро.
В последние годы компания Recruit приобрела различные компании в США, Азии, Великобритании и Австралии. С приобретением USG People компания Recruit впервые закрепилась в континентальной Европе.
В 2018 году Recruit купила канадский сайт по поиску работы Workopolis. В 2018 году Recruit купила американскую компанию Glassdoor за 1,2 миллиарда долларов США.